# Орвил (1. сезона)
Прву сезону научнофантастичне телевизијске серије Орвил емитовао је Fox од 10. септембра до 7. децембра 2017. године, а у Србији Fox од 1. новембра 2017. до 17. јануара 2018. године. Њен аутор и сценариста је Сет Макфарлан који глуми капетана Еда Мерсера, који командује звезданим бродом Orville. Такође глуми Ејдријен Палики као команданткиња Кели Грејсон. Орвил је смештен око 400 година у будућност и прати посаду насловног свемирског брода која се суочава са опасностима и чудима свемира, док се суочава са познатим проблемима свакодневног живота.

## Улоге

### Главне
- Сет Макфарлан као капетан Ед Мерсер
- Ејдријен Палики као команданткиња Кели Грејсон
- Пени Џонсон Џералд као др Клер Фин
- Скот Грајмс као поручник Гордон Малој
- Питер Макон као надпоручник Бортус
- Халстон Сејџ као поручница Алара Китан
- Марк Џексон као Ајзак

### Споредне
- Виктор Гарбер као адмирал Холси
- Чад Колман као Клајден
- Норм Макдоналд као глас поручника Јафита

## Епизоде
| Бр. еп. (укупно) | Бр. еп. (у сезони) | Наслов               | Редитељ              | Сценариста                    | Премијера                              | Прод. код | Гледаност у САД (милиони) |
| ---------------- | ------------------ | -------------------- | -------------------- | ----------------------------- | -------------------------------------- | --------- | ------------------------- |
| 1                | 1                  | Старе ране           | Џон Фавро            | Сет Макфарлан                 | 10. септембар 2017. 1. новембар 2017.  |           | 8,56                      |
| 2                | 2                  | Команда изврши       | Роберт Данкан Макнил | Сет Макфарлан                 | 17. септембар 2017. 8. новембар 2017.  |           | 6,63                      |
| 3                | 3                  | О девојци            | Бренон Брага         | Сет Макфарлан                 | 21. септембар 2017. 15. новембар 2017. |           | 4,05                      |
| 4                | 4                  | Ако се звезде појаве | Џејмс Л. Конвеј      | Сет Макфарлан                 | 28. септембар 2017. 22. новембар 2017. |           | 3,70                      |
| 5                | 5                  | Прија                | Џонатан Фрејкс       | Сет Макфарлан                 | 5. октобар 2017. 29. новембар 2017.    |           | 3,43                      |
| 6                | 6                  | Крил                 | Џон Касар            | Дејвид А. Гудман              | 12. октобар 2017. 6. децембар 2017.    |           | 3,37                      |
| 7                | 7                  | Правило већине       | Такер Гејтс          | Сет Макфарлан                 | 26. октобар 2017. 13. децембар 2017.   |           | 4,18                      |
| 8                | 8                  | Хранахрана           | Бренон Брага         | Бренон Брага и Андре Борманис | 2. новембар 2017. 20. децембар 2017.   |           | 3,83                      |
| 9                | 9                  | Купидонов бодеж      | Џејми Бабит          | Лиз Хелденс                   | 9. новембар 2017. 27. децембар 2017.   |           | 3,69                      |
| 10               | 10                 | Ватрена олуја        | Бренон Брага         | Чери Чеваправатдумронг        | 16. новембар 2017. 3. јануар 2018.     |           | 3,32                      |
| 11               | 11                 | Нове димензије       | Кели Кронин          | Сет Макфарлан                 | 30. новембар 2017. 10. јануар 2018.    |           | 3,63                      |
| 12               | 12                 | Лудо идолопоклонство | Бренон Брага         | Сет Макфарлан                 | 7. децембар 2017. 17. јануар 2018.     |           | 3,54                      |